# Marianne Thieme
Marianne Louise Thieme (Ede, Países Baixos, 6 de março de 1972) é uma política, ativista dos direitos dos animais, escritora, jurista e deputada neerlandesa do Partido pelos Animais (PvdD).

## Biografia

### Estudos
Marianne Thieme estudou em Sorbonne, em Paris, entre 1991 a 1992. Mais tarde, estudou direito na Erasmus Universiteit Rotterdam. Thieme justifica essa escolha pelo seu interesse nos direitos dos animais. Foi durante este período que se torna vegetariana.

### Carreira profissional
Trabalhou entre 1998 e 2001 para o centro de pesquisa da B&A em Haia.

### Carreira politica
Thieme fundou o Partido pelos Animais a 28 de outubro de 2002, juntamente com outros ativistas pelos direitos dos animais. Nas eleições gerais holandesas de 2003 obteve 50,000 votos (0,5%), mas não conseguindo nenhum deputado para a Câmara dos Representantes. Durante as eleições gerais holandesas de 2006, o PvdD obteve 179,988 votos (1,8%), conseguindo votos suficientes para eleger 2 deputados e tendo o apoio de grandes celebridades holandesas, como os Maarten 't Hart e Jan Wolkers, tornando-se o primeiro partido a nível mundial a conseguir assento parlamentar com uma agenda focada principalmente nos direitos dos animais. Nas eleições gerais holandesas de 9 de junho de 2010, o PvdD continuou com 2 deputados na Câmara dos Representantes com 122,317 votos (1,3%). Nas eleições gerais holandesas de 2012, o partido obteve 182,162 votos, um aumento de 45%, mas com um pouco menos de 2% do voto popular, não garantindo um terceiro assento na Câmara dos Deputados. É também autora de numerosos textos sobre direitos dos animais.
Em 2007, protagonizou o documentário Meat the Truth.
Marianne Thieme conclui sempre os seus discursos no Parlamento com a frase "Voorts zijn wij van mening dat er een einde moet komen aan de bio-industrie." ("Ainda mais, somos da opinião de que o confinamento tem de ser terminado."), referindo-se à famosa conclusão dos discursos de Catão, o Velho com delenda est Carthago.

### Vida pessoal
Tornou-se adventista do sétimo dia em 2006 "porque é uma igreja com compaixão e cuidado com o nosso planeta". Marianne Thieme tem uma filha (Annika, nascida em 2002) e vive em Maarssen. Em 6 de novembro de 2008, casou-se com Jaap Korteweg, um agricultor orgânico de Langeweg, com quem teve uma segunda filha (Amélie, nascida em 2012).